# Centropyxiella
Genre
Centropyxiella est un genre d'amibozoaires de la famille des Centropyxidae. 

## Étymologie
Le nom Centropyxiella, est composé de centropyxi- par allusion au genre Centropyxis, et du suffixe latin -ella, « petite ». 

## Description
L'espèce Centropyxiella arenaria a une coquille à parois presque parallèles, couverte de grains minéraux. Elle à un pseudostome (faux orifice buccal) elliptique, couvert de gros grains minéraux. Elle mesure jusqu'à 60 µm de long.

## Liste des espèces
Selon World Register of Marine Species (5 janvier 2025) et  IRMNG (5 janvier 2025) :
- Centropyxiella arenaria Valkanov, 1970
- Centropyxiella elegans Valkanov, 1970
- Centropyxiella gibbula Valkanov, 1970
- Centropyxiella gibbulina Chardez & Thomas, 1980
- Centropyxiella golemanskyi Chardez, 1977
- Centropyxiella lucida Golemansky, 1971
- Centropyxiella oopyxiformis Chardez, 1977
- Centropyxiella platystoma Golemansky, 1981

## Systématique
Le nom valide complet (avec auteur) de ce taxon est Centropyxiella Valkanov (d), 1970.

### Publication originale
- (de) Alexandar Valkanov, « Beitrag zur Kenntnis der Protozoen des Schwarzen Meeres », Zoologischer Anzeiger, vol. 184,‎ 1970, p. 241–290 (ISSN 0044-5231, e-ISSN 1873-2674).